# Cinquième district congressionnel de l'Oregon
Le 5e district congressionnel de l'Oregon s'étend du coin sud-est de Portland à la moitié est de la Willamette Valley, puis traverse les Cascades pour accueillir Sisters et Bend. Il comprend une partie du Comté de Multnomah, la majorité du Comté de Clackamas, la partie rurale orientale du Comté de Marion, la majeure partie du Comté de Linn, une très petite section du sud-ouest du Comté de Jefferson et la partie peuplée du nord-ouest du Comté de Deschutes. Il a été considérablement redessiné lorsque l'Oregon a obtenu un 6e district après le recensement de 2020.
Le district est actuellement représenté par la Républicaine Lori Chavez-DeRemer, qui a été élue en 2022 pour remplacer Kurt Schrader, qui a perdu sa nomination au profit de l'avocat Jamie McLeod-Skinner lors de la Primaire Démocrate. L'élection de Kurt Schrader marquait la première fois dans l'histoire du district qu'un nouveau Représentant avait la même affiliation politique que le Représentant sortant. C’était l’une des 18 circonscriptions qui auraient voté pour Joe Biden à l’élection présidentielle de 2020 si elles avaient existé dans leur configuration actuelle tout en ayant été remportées ou détenues par un républicain en 2022.
À l'exception de Chavez-DeRemer, tous les Représentants de cette circonscription depuis sa création après le recensement de 1980 ont divorcé pendant leur mandat,.

## Histoire
Le district a été créé en 1982 lorsque l'Oregon a obtenu un nouveau district à la suite d'une nouvelle répartition à partir du recensement de 1980. Denny Smith, qui avait représenté le 2e district de l'Oregon au Congrès précédent, a été réélu dans le 5e district en 1982 après avoir absorbé la majeure partie de la partie ouest de l'ancien 2e.
En 2002, la superficie du district a légèrement diminué en raison du redécoupage. Environ la moitié de la partie du district qui se trouvait dans le Comté de Benton a été déplacée vers le 4e district et des parties du centre-ouest du Comté de Clackamas ont été déplacées vers le 3e district. Dans le même temps, de petites parties du nord de Clackamas et du sud du Comté de Multnomah qui faisaient auparavant partie du 1er district ont été déplacées vers le 5e district.
À la suite du recensement de 2020 et du redécoupage ultérieur, le 5e a été considérablement redessiné. Il a perdu ses parties ouest et côtières, y compris la partie urbaine de Salem, ainsi que la totalité des comtés de Polk, Lincoln et Tillamook. Il a gagné tout le Comté de Linn et les parties les plus peuplées du Comté de Deschutes. Il s'agit du district le plus uniformément divisé en termes partisans de l'Oregon et a connu de nombreuses itérations.
Pour la première fois depuis les élections de 1994, le 5e est représenté par une Représentante, la Républicaine Lori Chavez-DeRemer.

## Historique de vote
| Année | Poste     | Résultats               |
| ----- | --------- | ----------------------- |
| 2004  | Président | Bush 50,0 % - 49,0 %    |
| 2008  | Président | Obama 54,0 % - 43,0%    |
| 2012  | Président | Obama 51,0 % - 47,0 %   |
| 2016  | Président | Clinton 48,0 % - 44,0 % |
| 2020  | Président | Biden 53,0 % - 43,0 %   |

## Liste des Représentants du district
| Membre                             | Parti       | Années                          | Congrès        | Histoire électorale |
| ---------------------------------- | ----------- | ------------------------------- | -------------- | --- |
| District établit le 3 janvier 1983 |             |                                 |                | |
| Denny Smith (en)                   | Républicain | 3 janvier 1983 - 3 janvier 1991 | 98e - 101e     | Redécoupage depuis le 2e district et réélu en 1982. Réélu en 1984. Réélu en 1986. Réélu en 1988. Perd sa réélection.         |
| Mike Kopetski (en)                 | Démocrate   | 3 janvier 1991 - 3 janvier 1995 | 102e , 103e    | Élu en 1990. Réélu en 1992. Retrait.                                                                                         |
| Jim Bunn (en)                      | Républicain | 3 janvier 1995 - 3 janvier 1997 | 104e           | Élu en 1994. Perd sa réélection.                                                                                             |
| Darlene Hooley (en)                | Démocrate   | 3 janvier 1997 - 3 janvier 2009 | 105e - 110e    | Élu en 1996. Réélu en 1998. Réélu en 2000. Réélu en 2002. Réélu en 2004. Réélu en 2006. Retrait.                             |
| Kurt Schrader                      | Démocrate   | 3 janvier 2009 - 3 janvier 2023 | 111e - 117e    | Élu en 2008. Réélu en 2010. Réélu en 2012. Réélu en 2014. Réélu en 2016. Réélu en 2018. Réélu en 2020. Perd sa renomination. |
| Lori Chavez-DeRemer                | Républicain | 3 janvier 2023 - Présent        | 118e - Présent | Élue en 2022. |

## Résultats des récentes élections
Voici les résultats des dix précédents cycles électoraux dans le district.

### 2004
| Élection de 2004 du 5e district congressionnel de l'Oregon | Élection de 2004 du 5e district congressionnel de l'Oregon | Élection de 2004 du 5e district congressionnel de l'Oregon | Élection de 2004 du 5e district congressionnel de l'Oregon | Élection de 2004 du 5e district congressionnel de l'Oregon |
| ---------------------------------------------------------- | ---------------------------------------------------------- | ---------------------------------------------------------- | ---------------------------------------------------------- | ---------------------------------------------------------- |
| Parti                                                      | Parti                                                      | Candidat                                                   | Votes                                                      | %                                                          |
|                                                            | Démocrate                                                  | Darlene Hooley (en) (sortant)                              | 184 833                                                    | 52,9                                                       |
|                                                            | Républicain                                                | Jim Zupancic                                               | 154 993                                                    | 44,3                                                       |
|                                                            | Libertarien                                                | Jerry Defoe                                                | 6463                                                       | 1,8                                                        |
|                                                            | Constitution                                               | Joseph H. Bitz                                             | 2971                                                       | 0,8                                                        |
|                                                            | Write-In                                                   | Write-In                                                   | 374                                                        | 0,1                                                        |
| Total des votes                                            | Total des votes                                            | Total des votes                                            | 349 634                                                    | 100%                                                       |
|                                                            | Les Démocrates conservent                                  |                                                            |                                                            |                                                            |

### 2006
| Élection de 2006 du 5e district congressionnel de l'Oregon | Élection de 2006 du 5e district congressionnel de l'Oregon | Élection de 2006 du 5e district congressionnel de l'Oregon | Élection de 2006 du 5e district congressionnel de l'Oregon | Élection de 2006 du 5e district congressionnel de l'Oregon |
| ---------------------------------------------------------- | ---------------------------------------------------------- | ---------------------------------------------------------- | ---------------------------------------------------------- | ---------------------------------------------------------- |
| Parti                                                      | Parti                                                      | Candidat                                                   | Votes                                                      | %                                                          |
|                                                            | Démocrate                                                  | Darlene Hooley (en) (sortant)                              | 146 973                                                    | 54,0                                                       |
|                                                            | Républicain                                                | Mike Erickson                                              | 116 424                                                    | 42,8                                                       |
|                                                            | Vert                                                       | Paul Aranas                                                | 4194                                                       | 1,5                                                        |
|                                                            | Libertarien                                                | Douglas Patterson                                          | 4160                                                       | 1,5                                                        |
|                                                            | Write-In                                                   | Write-In                                                   | 483                                                        | 0,2                                                        |
| Total des votes                                            | Total des votes                                            | Total des votes                                            | 272 234                                                    | 100%                                                       |
|                                                            | Les Démocrates conservent                                  |                                                            |                                                            |                                                            |

### 2008
| Élection de 2008 du 5e district congressionnel de l'Oregon | Élection de 2008 du 5e district congressionnel de l'Oregon | Élection de 2008 du 5e district congressionnel de l'Oregon | Élection de 2008 du 5e district congressionnel de l'Oregon | Élection de 2008 du 5e district congressionnel de l'Oregon |
| ---------------------------------------------------------- | ---------------------------------------------------------- | ---------------------------------------------------------- | ---------------------------------------------------------- | ---------------------------------------------------------- |
| Parti                                                      | Parti                                                      | Candidat                                                   | Votes                                                      | %                                                          |
|                                                            | Démocrate                                                  | Kurt Schrader                                              | 181 577                                                    | 54,3                                                       |
|                                                            | Républicain                                                | Mike Erickson                                              | 128 297                                                    | 38,3                                                       |
|                                                            | Indépendant                                                | Sean Bates                                                 | 6830                                                       | 2,0                                                        |
|                                                            | Constitution                                               | Douglas Patterson                                          | 6558                                                       | 2,0                                                        |
|                                                            | Pacific Green (en)                                         | Alex Polikoff                                              | 5272                                                       | 1,6                                                        |
|                                                            | Libertarien                                                | Steve Milligan                                             | 4814                                                       | 1,4                                                        |
|                                                            | Write-In                                                   | Write-In                                                   | 1326                                                       | 0,4                                                        |
| Total des votes                                            | Total des votes                                            | Total des votes                                            | 334 674                                                    | 100%                                                       |
|                                                            | Les Démocrates conservent                                  |                                                            |                                                            |                                                            |

### 2010
| Élection de 2010 du 5e district congressionnel de l'Oregon | Élection de 2010 du 5e district congressionnel de l'Oregon | Élection de 2010 du 5e district congressionnel de l'Oregon | Élection de 2010 du 5e district congressionnel de l'Oregon | Élection de 2010 du 5e district congressionnel de l'Oregon |
| ---------------------------------------------------------- | ---------------------------------------------------------- | ---------------------------------------------------------- | ---------------------------------------------------------- | ---------------------------------------------------------- |
| Parti                                                      | Parti                                                      | Candidat                                                   | Votes                                                      | %                                                          |
|                                                            | Démocrate                                                  | Kurt Schrader (sortant)                                    | 145 319                                                    | 51,3                                                       |
|                                                            | Républicain                                                | Scott Bruun                                                | 130 313                                                    | 46,0                                                       |
|                                                            | Pacific Green (en)                                         | Chris Lugo                                                 | 7557                                                       | 2,7                                                        |
| Total des votes                                            | Total des votes                                            | Total des votes                                            | 293 189                                                    | 100%                                                       |
|                                                            | Les Démocrates conservent                                  |                                                            |                                                            |                                                            |

### 2012
| Élection de 2012 du 5e district congressionnel de l'Oregon | Élection de 2012 du 5e district congressionnel de l'Oregon | Élection de 2012 du 5e district congressionnel de l'Oregon | Élection de 2012 du 5e district congressionnel de l'Oregon | Élection de 2012 du 5e district congressionnel de l'Oregon |
| ---------------------------------------------------------- | ---------------------------------------------------------- | ---------------------------------------------------------- | ---------------------------------------------------------- | ---------------------------------------------------------- |
| Parti                                                      | Parti                                                      | Candidat                                                   | Votes                                                      | %                                                          |
|                                                            | Démocrate                                                  | Kurt Schrader (sortant)                                    | 177 229                                                    | 54,0                                                       |
|                                                            | Républicain                                                | Fred Thompson                                              | 139 223                                                    | 42,4                                                       |
|                                                            | Vert                                                       | Christina Jean Lugo                                        | 7516                                                       | 2,3                                                        |
|                                                            | Constitution                                               | Raymond Baldwin                                            | 3600                                                       | 1,1                                                        |
|                                                            | Write-In                                                   | Write-In                                                   | 402                                                        | 0,1                                                        |
| Total des votes                                            | Total des votes                                            | Total des votes                                            | 327 970                                                    | 100%                                                       |
|                                                            | Les Démocrates conservent                                  |                                                            |                                                            |                                                            |

### 2014
| Élection de 2014 du 5e district congressionnel de l'Oregon | Élection de 2014 du 5e district congressionnel de l'Oregon | Élection de 2014 du 5e district congressionnel de l'Oregon | Élection de 2014 du 5e district congressionnel de l'Oregon | Élection de 2014 du 5e district congressionnel de l'Oregon |
| ---------------------------------------------------------- | ---------------------------------------------------------- | ---------------------------------------------------------- | ---------------------------------------------------------- | ---------------------------------------------------------- |
| Parti                                                      | Parti                                                      | Candidat                                                   | Votes                                                      | %                                                          |
|                                                            | Démocrate                                                  | Kurt Schrader (sortant)                                    | 150 944                                                    | 53,7                                                       |
|                                                            | Républicain                                                | Tootie Smith                                               | 110 332                                                    | 39,3                                                       |
|                                                            | Constitution                                               | Raymond Baldwin                                            | 6208                                                       | 2,2                                                        |
|                                                            | Libertarien                                                | Daniel Souza                                               | 5198                                                       | 1,8                                                        |
|                                                            | Indépendant                                                | Marvin Sannes                                              | 7674                                                       | 2,7                                                        |
|                                                            | Write-In                                                   | Write-In                                                   | 732                                                        | 0,3                                                        |
| Total des votes                                            | Total des votes                                            | Total des votes                                            | 281 088                                                    | 100%                                                       |
|                                                            | Les Démocrates conservent                                  |                                                            |                                                            |                                                            |

### 2016
| Élection de 2016 du 5e district congressionnel de l'Oregon | Élection de 2016 du 5e district congressionnel de l'Oregon | Élection de 2016 du 5e district congressionnel de l'Oregon | Élection de 2016 du 5e district congressionnel de l'Oregon | Élection de 2016 du 5e district congressionnel de l'Oregon |
| ---------------------------------------------------------- | ---------------------------------------------------------- | ---------------------------------------------------------- | ---------------------------------------------------------- | ---------------------------------------------------------- |
| Parti                                                      | Parti                                                      | Candidat                                                   | Votes                                                      | %                                                          |
|                                                            | Démocrate                                                  | Kurt Schrader (sortant)                                    | 199 505                                                    | 53,5                                                       |
|                                                            | Républicain                                                | Colm Willis                                                | 160 443                                                    | 43,0                                                       |
|                                                            | Pacific Green (en)                                         | Marvin Sandnes                                             | 12 542                                                     | 3,4                                                        |
|                                                            | Write-In                                                   | Write-In                                                   | 618                                                        | 0,2                                                        |
| Total des votes                                            | Total des votes                                            | Total des votes                                            | 373 108                                                    | 100%                                                       |
|                                                            | Les Démocrates conservent                                  |                                                            |                                                            |                                                            |

### 2018
| Élection de 2018 du 5e district congressionnel de l'Oregon | Élection de 2018 du 5e district congressionnel de l'Oregon | Élection de 2018 du 5e district congressionnel de l'Oregon | Élection de 2018 du 5e district congressionnel de l'Oregon | Élection de 2018 du 5e district congressionnel de l'Oregon |
| ---------------------------------------------------------- | ---------------------------------------------------------- | ---------------------------------------------------------- | ---------------------------------------------------------- | ---------------------------------------------------------- |
| Parti                                                      | Parti                                                      | Candidat                                                   | Votes                                                      | %                                                          |
|                                                            | Démocrate                                                  | Kurt Schrader (sortant)                                    | 197 187                                                    | 55,0                                                       |
|                                                            | Républicain                                                | Mark Callahan                                              | 149 887                                                    | 41,8                                                       |
|                                                            | Libertarien                                                | Daniel Souza                                               | 6054                                                       | 1,7                                                        |
|                                                            | Pacific Green (en)                                         | Marvin Sandnes                                             | 4802                                                       | 1,3                                                        |
|                                                            | Write-In                                                   | Write-In                                                   | 539                                                        | 0,2                                                        |
| Total des votes                                            | Total des votes                                            | Total des votes                                            | 358 469                                                    | 100%                                                       |
|                                                            | Les Démocrates conservent                                  |                                                            |                                                            |                                                            |

### 2020
| Élection de 2020 du 5e district congressionnel de l'Oregon | Élection de 2020 du 5e district congressionnel de l'Oregon | Élection de 2020 du 5e district congressionnel de l'Oregon | Élection de 2020 du 5e district congressionnel de l'Oregon | Élection de 2020 du 5e district congressionnel de l'Oregon |
| ---------------------------------------------------------- | ---------------------------------------------------------- | ---------------------------------------------------------- | ---------------------------------------------------------- | ---------------------------------------------------------- |
| Parti                                                      | Parti                                                      | Candidat                                                   | Votes                                                      | %                                                          |
|                                                            | Démocrate                                                  | Kurt Schrader (sortant)                                    | 234 683                                                    | 51,9                                                       |
|                                                            | Républicain                                                | Amy Ryan Courser                                           | 204 372                                                    | 45,2                                                       |
|                                                            | Libertarien                                                | Matthew Rix                                                | 12 640                                                     | 2,8                                                        |
|                                                            | Write-In                                                   | Write-In                                                   | 771                                                        | 0,2                                                        |
| Total des votes                                            | Total des votes                                            | Total des votes                                            | 452 466                                                    | 100%                                                       |
|                                                            | Les Démocrates conservent                                  |                                                            |                                                            |                                                            |

### 2022
| Primaire Démocrate de 2022 du 5e district congressionnel de l'Oregon | Primaire Démocrate de 2022 du 5e district congressionnel de l'Oregon | Primaire Démocrate de 2022 du 5e district congressionnel de l'Oregon | Primaire Démocrate de 2022 du 5e district congressionnel de l'Oregon | Primaire Démocrate de 2022 du 5e district congressionnel de l'Oregon |
| -------------------------------------------------------------------- | -------------------------------------------------------------------- | -------------------------------------------------------------------- | -------------------------------------------------------------------- | -------------------------------------------------------------------- |
| Parti                                                                | Parti                                                                | Candidat                                                             | Votes                                                                | %                                                                    |
|                                                                      | Démocrate                                                            | Jamie McLeod-Skinner                                                 | 47 148                                                               | 54,9                                                                 |
|                                                                      | Démocrate                                                            | Kurt Schrader (sortant)                                              | 38 726                                                               | 45,1                                                                 |

| Primaire Républicaine de 2022 du 5e district congressionnel de l'Oregon | Primaire Républicaine de 2022 du 5e district congressionnel de l'Oregon | Primaire Républicaine de 2022 du 5e district congressionnel de l'Oregon | Primaire Républicaine de 2022 du 5e district congressionnel de l'Oregon | Primaire Républicaine de 2022 du 5e district congressionnel de l'Oregon |
| ----------------------------------------------------------------------- | ----------------------------------------------------------------------- | ----------------------------------------------------------------------- | ----------------------------------------------------------------------- | ----------------------------------------------------------------------- |
| Parti                                                                   | Parti                                                                   | Candidat                                                                | Votes                                                                   | %                                                                       |
|                                                                         | Républicain                                                             | Lori Chavez-DeRemer                                                     | 30 438                                                                  | 43,0                                                                    |
|                                                                         | Républicain                                                             | Jimmy Crumpacker                                                        | 20 631                                                                  | 29,2                                                                    |
|                                                                         | Républicain                                                             | John Di Paola                                                           | 11 486                                                                  | 16,2                                                                    |
|                                                                         | Républicain                                                             | Laurel Roses                                                            | 6321                                                                    | 8,9                                                                     |
|                                                                         | Républicain                                                             | Madison Oatman                                                          | 1863                                                                    | 2,6                                                                     |

| Élection de 2022 du 5e district congressionnel de l'Oregon | Élection de 2022 du 5e district congressionnel de l'Oregon | Élection de 2022 du 5e district congressionnel de l'Oregon | Élection de 2022 du 5e district congressionnel de l'Oregon | Élection de 2022 du 5e district congressionnel de l'Oregon |
| ---------------------------------------------------------- | ---------------------------------------------------------- | ---------------------------------------------------------- | ---------------------------------------------------------- | ---------------------------------------------------------- |
| Parti                                                      | Parti                                                      | Candidat                                                   | Votes                                                      | %                                                          |
|                                                            | Républicain                                                | Lori Chavez-DeRemer                                        | 178 813                                                    | 50,9                                                       |
|                                                            | Démocrate                                                  | Jamie McLeod-Skinner                                       | 171 514                                                    | 48,8                                                       |
|                                                            | Write-In                                                   | Write-In                                                   | 906                                                        | 0,3                                                        |
| Total des votes                                            | Total des votes                                            | Total des votes                                            | 351 233                                                    | 100%                                                       |
|                                                            | Les Républicains prennent aux Démocrates                   |                                                            |                                                            |                                                            |

### 2024
| Primaire Républicaine de 2024 du 5e district congressionnel de l'Oregon | Primaire Républicaine de 2024 du 5e district congressionnel de l'Oregon | Primaire Républicaine de 2024 du 5e district congressionnel de l'Oregon | Primaire Républicaine de 2024 du 5e district congressionnel de l'Oregon | Primaire Républicaine de 2024 du 5e district congressionnel de l'Oregon |
| ----------------------------------------------------------------------- | ----------------------------------------------------------------------- | ----------------------------------------------------------------------- | ----------------------------------------------------------------------- | ----------------------------------------------------------------------- |
| Parti                                                                   | Parti                                                                   | Candidat                                                                | Votes                                                                   | %                                                                       |
|                                                                         | Républicain                                                             | Lori Chavez-DeRemer (sortante)                                          | 54 458                                                                  | 98,2                                                                    |

| Primaire Démocrate de 2024 du 5e district congressionnel de l'Oregon | Primaire Démocrate de 2024 du 5e district congressionnel de l'Oregon | Primaire Démocrate de 2024 du 5e district congressionnel de l'Oregon | Primaire Démocrate de 2024 du 5e district congressionnel de l'Oregon | Primaire Démocrate de 2024 du 5e district congressionnel de l'Oregon |
| -------------------------------------------------------------------- | -------------------------------------------------------------------- | -------------------------------------------------------------------- | -------------------------------------------------------------------- | -------------------------------------------------------------------- |
| Parti                                                                | Parti                                                                | Candidat                                                             | Votes                                                                | %                                                                    |
|                                                                      | Démocrate                                                            | Janelle Bynum                                                        | 55 473                                                               | 69,4                                                                 |
|                                                                      | Démocrate                                                            | Jamie McLeod-Skinner                                                 | 23 905                                                               | 29,9                                                                 |

| Élection de 2024 du 5e district congressionnel de l'Oregon | Élection de 2024 du 5e district congressionnel de l'Oregon | Élection de 2024 du 5e district congressionnel de l'Oregon | Élection de 2024 du 5e district congressionnel de l'Oregon | Élection de 2024 du 5e district congressionnel de l'Oregon |
| ---------------------------------------------------------- | ---------------------------------------------------------- | ---------------------------------------------------------- | ---------------------------------------------------------- | ---------------------------------------------------------- |
| Parti                                                      | Parti                                                      | Candidat                                                   | Votes                                                      | %                                                          |
|                                                            | Démocrate                                                  | Janelle Bynum                                              | TBD                                                        | TBD                                                        |
|                                                            | Républicain                                                | Lori Chavez-DeRemer (sortante)                             | TBD                                                        | TBD                                                        |
|                                                            | Independent Oregon (en)                                    | Brett Smith                                                | TBD                                                        | TBD                                                        |
|                                                            | Libertarien                                                | Sonja Feintech                                             | TBD                                                        | TBD                                                        |
|                                                            | Pacific Green (en)                                         | Andrea Townsend                                            | TBD                                                        | TBD                                                        |
| Total des votes                                            | Total des votes                                            | Total des votes                                            | TBD                                                        | 100%                                                       |
|                                                            |                                                            |                                                            |                                                            |                                                            |

## Frontières historiques du district
Lors de sa création en 1983, le district était un district intérieur concentré autour de la vallée de Willamette et comprenait la totalité des comtés de Clackamas et Marion, ainsi que de petites parties des comtés de Benton, Linn et Polk. En 1993, le district a gagné une grande partie côtière du 1er district, gagnant les comtés de Tillamook et Lincoln ainsi que le reste de Polk, tandis qu'une partie du Comté de Clackamas a été perdue au profit du 3e district.
Lors des redécoupages de 2003 et 2013, les changements n'ont été que mineurs, puisque le district a gagné une petite partie du Comté de Multnomah du 3e district en 2003, mais l'a perdu à nouveau en 2013, tandis qu'il a perdu une partie du nord du Comté de Clackamas au profit du 3e district en 2013. en 2003 et 2013,.
Lors du redécoupage de 2023, le district a subi des changements majeurs dans ses limites, puisqu'il a gagné tout le Comté de Linn, certains des comtés de Multnomah et Clackamas et des parties du Comté de Deschutes, y compris Bend, mais il a perdu toute la section côtière qu'il avait gagnée en 1993 ainsi que la zone des comtés de Polk et Benton jusqu'aux 1er, 4e et 6e districts. Certaines parties de l'ouest du Comté de Marion, y compris la ville de Salem, ont également été perdues au profit du nouveau 6e district.

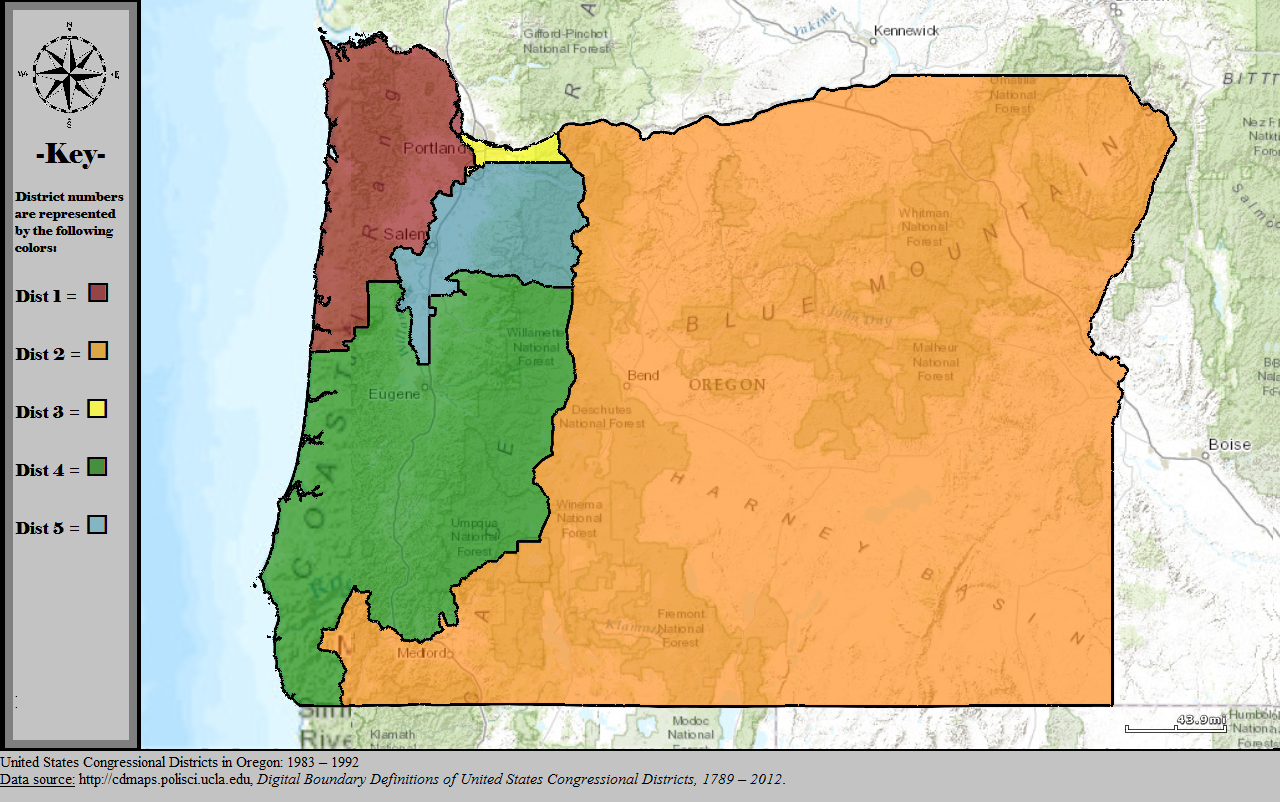
1983 - 1993

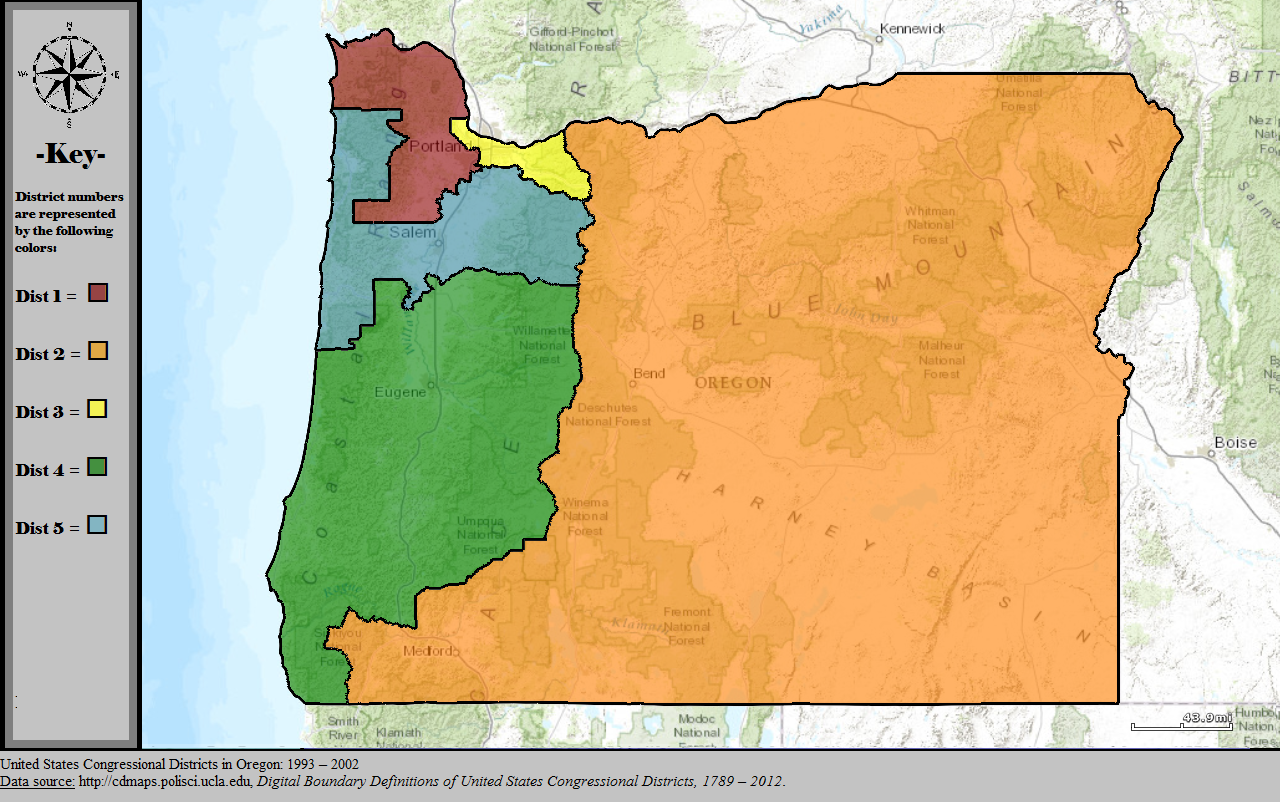
1993 - 2003

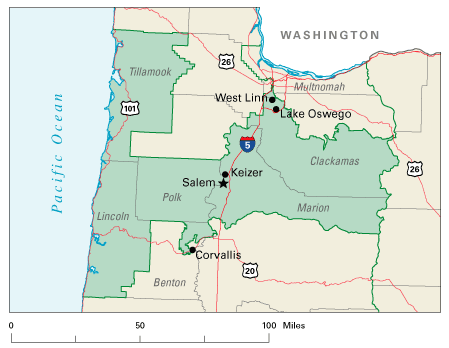
2003 - 2013

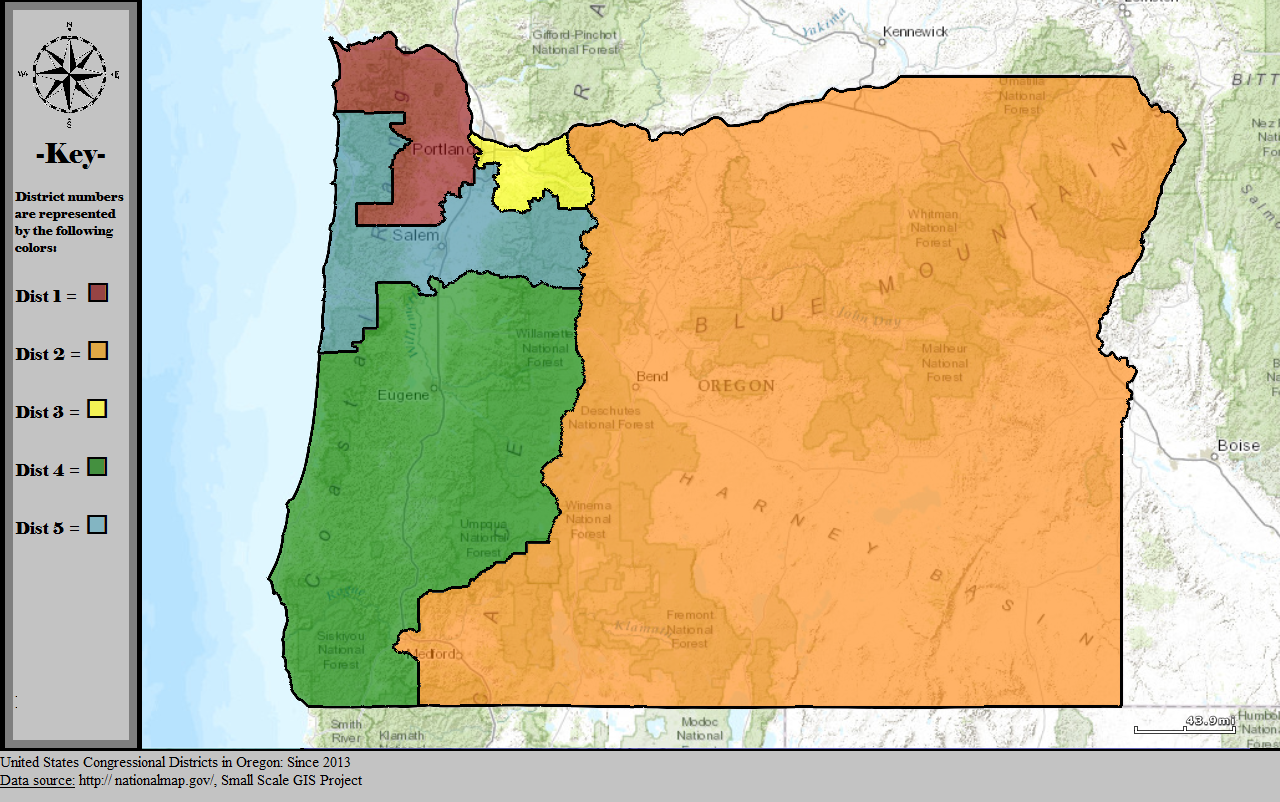
2013 - 2023

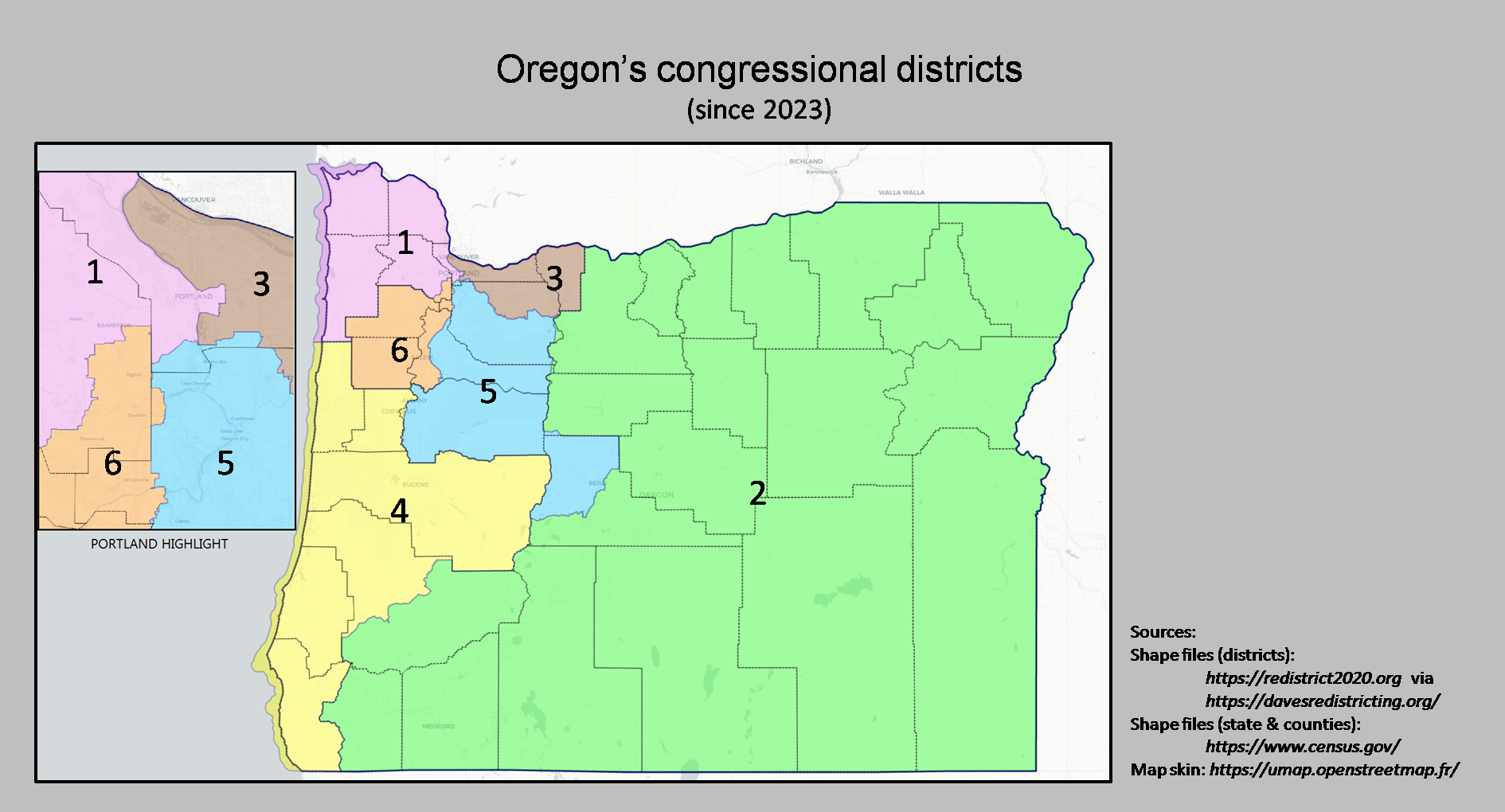
2023 - 2023